# Себастьяно Ранфаньї
Себастьяно Ранфаньї (італ. Sebastiano Ranfagni, 8 серпня 1985) — італійський плавець.
Учасник Олімпійських Ігор 2012 року.
Призер літньої Універсіади 2011 року.